# Statskuppen 1809
Statskuppen 1809 eller revolutionen 1809 var ett uppror mot Gustav IV Adolf. Statskuppen genomfördes av en grupp höga officerare och ämbetsmän, ofta kallade ”1809 års män”, under ledning av militären och författaren Georg Adlersparre. Bakgrunden till statskuppen var i huvudsak av krigsnederlagen i Finska kriget samt det missnöje med hur landet styrdes som växt fram.
Kungen avsattes och 1772 års regeringsform samt Förenings- och säkerhetsakten från riksdagen 1789 avskaffades. Istället infördes 1809 års regeringsform. I förlängningen ledde statskuppen till att släkten Bernadotte kom att uppstiga på Sveriges tron. 

## Bakgrund
Det fanns ett utbrett missnöje mot Gustav IV Adolfs utrikespolitik, vilkens antifranska linjer lett till att bland annat Svenska Pommern och Finland ockuperats av Frankrike respektive Ryssland. Dessutom var man i krig med Danmark vilket band styrkor i de västra delarna av landet. Den främsta orsaken var dock missnöje med enväldet. Både mer liberalt sinnade krafter som önskade ett bredare folkligt inflytande och högadeln som ville kunna agera fritt utan att vara beroende av kungens lojalitet var missnöjda. Den politiska svagheten 1809 utnyttjades för en förändring.

### Februariplanen
Något som gjorde missnöjet mer akut var Gustav IV Adolfs plan på att införa en hög krigsgärd, som skulle bli ekonomiskt kännbar för nästan samtliga invånare. Ingripandet mot kungen påskyndades också genom rykten om att Sverige skulle delas mellan Ryssland och Danmark.
Gardenas degradering hade också väckt förbittring mot honom inom officerskåren. Det var just en gardesofficer, löjtnant Jacob Cederström, som tillsammans med en del andra missnöjda militärer ingick en sammansvärjning mot Gustav IV Adolf. De missnöjda officerarna trädde även i förbindelse med en del civila oppositionsmän, bland vilka Hans Järta var den mest betydande.
Sina starkaste maktresurser hade de sammansvurna inom västra armén, vars officerare påverkades i synnerhet av överadjutanten major Carl Henrik Anckarsvärd. Särskilt värdefullt var det att chefen för Västra arméns högra flygel, överstelöjtnant Georg Adlersparre, slöt sig till de sammansvurna. Det var avtalat att så snart tecken kom från de sammansvurnas högkvarter i Stockholm, att tiden var lämplig, skulle Adlersparre i spetsen för pålitliga trupper sätta sig i marsch mot huvudstaden.
I februari 1809 hade man planerat att överfalla och tillfångata kungen under en av dennes dagliga resor till residenset på Haga slott. På kvällen den 7 februari utdelades rollerna i den statskupp som skulle gå av stapeln följande dag. Då skulle de sammansvurna samlas på Beckers värdshus vid Norrtullsgatan under förevändning att äta en festmåltid; och när kungen som vanligt vid middagstiden åkte förbi på väg ut till Haga skulle man hejda hans ekipage, ta honom till fånga och köra honom i en väntande täcksläde till Vaxholms fästning. Där skulle han förvaras under pålitlig bevakning tills hertig Karl utropats till riksföreståndare och en ny författning antagits. Pålitliga trupper skulle tillkallas från Åland och Värmland för att stödja revolutionen.
Men vid det möte, som de sammansvurna före middagen hade hos Cederström, uppenbarade sig till allas häpnad Hans Järta, vars makt över de andra var så stark att han lyckades avstyra hela revolutionsplanen. Det var inte första gången som han framhöll hur illa organiserat allting var som rörde hur den nya regeringen skulle ordnas. Bland annat hade han uttalat ett starkt misstroende mot Adlersparres och Anders Fredrik Skjöldebrands förmåga som ledare för företaget, vilket hade till följd att den gamla vänskapen mellan Järta och Adlersparre bröts för alltid.
Den innersta orsaken till motsättningen mellan Skjöldebrand och Järta var att Skjöldebrand ansåg att det viktigaste ändamålet med revolutionen var att rädda riket från att falla i Rysslands våld, medan huvudsyftet för Hans Järta var att ge Sverige en ny författning. Han befarade nu att revolutionen på den punkten skulle förfuskas om Adlersparre och Skjöldebrand fick ledningen. Bland de sammansvurna militärerna rådde nämligen meningen att dessa båda män skulle ställas vid den svage hertig Karls sida som stöd och rådgivare. Då skulle man alltså, menade Järta, få ett militäriskt "adjutantstyre" i stället för det kungliga enväldet, och den konstitutionella vinsten av revolutionen skulle bli lika med noll.

## Statskuppen
Eftersom ingen handlingskraft tycktes finnas bland de sammansvurna i huvudstaden beslutade Adlersparre, påverkad av Anckarsvärd, att ta första steget. Statskuppen började den 7 mars 1809 genom spridandet av ett tryckt revolutionsmanifest, där medborgarna uppmanas till sammanhållning i kampen att rädda Sverige. Manifestet menade att på grund av Gustav IV Adolfs oförmåga höll Sverige på att falla samman och att stormakterna avsåg att dela Sverige mellan sig. Det hade man bestämt i Erfurt-konventionen år 1808. Ryssland skulle ta norra delen av Sverige, inklusive Finland ända ner till Motala ström medan Danmark fick den återstående, södra delen, inklusive de före detta danska landskapen Skåne, Blekinge och Halland, samt det före detta norska landskapet Bohuslän.
Manifestet gavs namnet Proclamation och hade författats av upprorets ledare Georg Adlersparre. Dess inledning löd:
| ” | Ett betydande antal krigsmän hava gripit till vapen för att nalkas huvudstaden och återgiva fred åt vårt gemensamma, nu olyckliga, styckade, döende fädernesland. | „ |

Adlersparre förde befälet över den i Värmland förlagda Västra armén. Dess överbefälhavare, greve Leyonstedt, låter Adlersparre i samband med proklamationen arrestera. Snart därefter drabbar samma öde landshövdingen i Karlstad vars kassa också beslagtas för att användas för att köpa mat till de mot Stockholm marscherande soldaterna. I Örebro upprepas händelsen. Kungens företrädare, landshövdingen, tillfångatas och hans kassa beslagtas.
Carl Cederström som var major vid Närke-Värmlands regemente blev den förste kårchef att ansluta sig till Adlersparre, och han ställde sin kår till Västra arméns förfogande. Då armén tågade mot Stockholm föreslog Adlersparre vid en paus i Gran att Västra arméns officerskår skulle utropa hertig Karl till kung. Cederström tog då till orda och erinrade samtliga att denna rätt endast var förbehållen Rikets ständer samlade till riksdag. I stort sett samtliga närvarande officerare höll med om detta, och Adlersparre drog då tillbaka sitt förslag.
Fem dagar efter revolutionens början fick kungen vetskap om Västra arméns antågande och den 12 mars utgick från Stockholms slott en kungörelse undertecknad av kungen angående det uppror som utbrutit i Värmland. Kungen fördömde upproret och påminde om de stränga straff upprorsmännen riskerade, det vill säga dödsstraff. Endast en person nämndes vid namn i kungörelsen: ledaren för upproret, Georg Adlersparre.
Gustav IV Adolf bestämde sig för att den 13 mars resa till Skåne för att söka stöd hos armén där som leddes av den mer kungatrogne Johan Christopher Toll. Då ingrep en grupp adelsmän under Carl Johan Adlercreutz och tillfångatog kungen på Stockholms slott. På natten fördes Gustav Adolf såsom statsfånge till Drottningholm, varifrån han snart förflyttades till Gripsholm.

### Gustav IV Adolf avsätts
Statsvälvningen utmynnade bland annat i att kungen, drottningen och hans arvingar för alltid fråndömdes Sveriges krona. Den 27 mars erbjöd sig Gustav Adolf att abdikera till förmån för sin son Gustav, men dessa villkor avvisades av den tillfälliga regeringskonseljen som istället hänsköt hela frågan till den kommande riksdagen som inkallats till den 1 maj. Denna förklarade den 10 maj honom avsatt, samt hans son Gustav utesluten ur arvföljden, vilket ledde till protester från gustavianerna ledda av Jacob De la Gardie. Ny kung blev i stället Gustav Adolfs farbror hertig Karl. Kungen, drottningen, kronprinsen och de andra kungabarnen blev fråntagna sina svenska medborgarskap och utvisades ur Sverige för all framtid. I december 1809 lämnade Gustav Adolf med familj Sverige. Gustav IV Adolf dog frånskild i landsflykt i Schweiz 1837, och även den före detta kronprinsen dog som landsflyktig.

## Nya tronföljare
Dansk-norske prinsen Christian August valdes den 18 juli 1809 till ny svensk tronföljare och skulle efterträda den åldrige och barnlöse Karl XIII, som skulle få bära kronan fram till sin död, då kronprinsen, nu under namnet Karl August skulle tillträda som Sveriges konung, alltså som Karl XIV August. Kronprins Karl August dog dock mycket oväntat redan den 28 maj 1810, endast 41 år gammal, enligt moderna bedömare av ett slaganfall; de läkare som undersökte kroppen fann heller inga tecken på annat än en naturlig död. Allmänt trodde man dock i samtiden att han giftmördades av sina fiender, det vill säga av gustavianerna som var revolutionens motståndare. Detta ledde vid kronprinsens begravning till Fersenska mordet. Som kronprins Karl Augusts efterträdare skulle nu hans bror väljas till tronföljare.
Emellertid inträffade det märkliga ett par månader senare att en fransk militär och adelsman istället valdes till ny kronprins. Det var Fursten av Ponte Corvo, Jean Baptist Bernadotte född 1763 och alltså fem år äldre än Karl August varit vid sin död. Därmed gick luften ur revolutionen, i synnerhet som Adlersparre före valet hade lämnat ifrån sig ledningen för att visa att han oegennyttigt gjorde revolutionen för att rädda landet och inte för att komma åt makten. Adlersparre trodde nämligen att han hade säkrat Sveriges demokratiska utveckling med kronprins Karl August, emellertid kunde nu högadeln bit för bit återta förlorad mark. Adlersparre kom också att åtalas år 1831 för sin historieskrivning av revolutionen 1809, men stämningen i samhället var ännu sådan, trots att många år gått, att man inte lyckades fälla honom i en politiskt färgad rättegång.